# Goran Trobok
Goran Trobok (in serbo Горан Тробок?; Sarajevo, 6 settembre 1974) è un ex calciatore jugoslavo dal 1992 bosniaco e montenegrino, di ruolo centrocampista.

## Carriera

### Club
Durante la sua carriera ha giocato con numerose squadre di club, tra cui anche lo Spartak Mosca.

### Nazionale
Conta 15 presenze ed un gol con le nazionali di Jugoslavia e Serbia e Montenegro.

## Statistiche

### Cronologia presenze e reti in Nazionale
| Cronologia completa delle presenze e delle reti in nazionale ― Jugoslavia | Cronologia completa delle presenze e delle reti in nazionale ― Jugoslavia | Cronologia completa delle presenze e delle reti in nazionale ― Jugoslavia | Cronologia completa delle presenze e delle reti in nazionale ― Jugoslavia | Cronologia completa delle presenze e delle reti in nazionale ― Jugoslavia | Cronologia completa delle presenze e delle reti in nazionale ― Jugoslavia | Cronologia completa delle presenze e delle reti in nazionale ― Jugoslavia | Cronologia completa delle presenze e delle reti in nazionale ― Jugoslavia |
| Data                                                                      | Città                                                                     | In casa                                                                   | Risultato                                                                 | Ospiti                                                                    | Competizione                                                              | Reti                                                                      | Note                                                                      |
| ------------------------------------------------------------------------- | ------------------------------------------------------------------------- | ------------------------------------------------------------------------- | ------------------------------------------------------------------------- | ------------------------------------------------------------------------- | ------------------------------------------------------------------------- | ------------------------------------------------------------------------- | ------------------------------------------------------------------------- |
| 13-12-2000                                                                | Xanthi                                                                    | Grecia                                                                    | 1 – 1                                                                     | Jugoslavia                                                                | Amichevole                                                                | -                                                                         |                                                                           |
| 14-1-2001                                                                 | Kochi                                                                     | Bosnia ed Erzegovina                                                      | 1 – 1                                                                     | Jugoslavia                                                                | Millennium Super Soccer Cup                                               | -                                                                         |                                                                           |
| 16-1-2001                                                                 | Kochi                                                                     | Bangladesh                                                                | 1 – 4                                                                     | Jugoslavia                                                                | Millennium Super Soccer Cup                                               | 1                                                                         |                                                                           |
| 20-1-2001                                                                 | Margao                                                                    | Romania                                                                   | 0 – 2                                                                     | Jugoslavia                                                                | Millennium Super Soccer Cup                                               | -                                                                         |                                                                           |
| 23-1-2001                                                                 | Calcutta                                                                  | Giappone                                                                  | 0 – 1                                                                     | Jugoslavia                                                                | Millennium Super Soccer Cup                                               | -                                                                         |                                                                           |
| 25-1-2001                                                                 | Calcutta                                                                  | Jugoslavia                                                                | 2 – 0                                                                     | Bosnia ed Erzegovina                                                      | Millennium Super Soccer Cup                                               | -                                                                         |                                                                           |
| 28-6-2001                                                                 | Tokyo                                                                     | Paraguay                                                                  | 2 – 0                                                                     | Jugoslavia                                                                | Kirin Cup                                                                 | -                                                                         |                                                                           |
| 4-7-2001                                                                  | Ōita                                                                      | Giappone                                                                  | 1 – 0                                                                     | Jugoslavia                                                                | Kirin Cup                                                                 | -                                                                         |                                                                           |
| 6-9-2002                                                                  | Praga                                                                     | Rep. Ceca                                                                 | 5 – 0                                                                     | Jugoslavia                                                                | Amichevole                                                                | -                                                                         |                                                                           |
| 12-10-2002                                                                | Kochi                                                                     | Italia                                                                    | 1 – 1                                                                     | Jugoslavia                                                                | Qual. Euro 2004                                                           | -                                                                         |                                                                           |
| 20-11-2002                                                                | Saint-Denis                                                               | Francia                                                                   | 3 – 0                                                                     | Jugoslavia                                                                | Amichevole                                                                | -                                                                         |                                                                           |
| Totale                                                                    |                                                                           | Presenze                                                                  | 11                                                                        |                                                                           | Reti                                                                      | 1                                                                         |                                                                           |

| Cronologia completa delle presenze e delle reti in nazionale ― Serbia e Montenegro | Cronologia completa delle presenze e delle reti in nazionale ― Serbia e Montenegro | Cronologia completa delle presenze e delle reti in nazionale ― Serbia e Montenegro | Cronologia completa delle presenze e delle reti in nazionale ― Serbia e Montenegro | Cronologia completa delle presenze e delle reti in nazionale ― Serbia e Montenegro | Cronologia completa delle presenze e delle reti in nazionale ― Serbia e Montenegro | Cronologia completa delle presenze e delle reti in nazionale ― Serbia e Montenegro | Cronologia completa delle presenze e delle reti in nazionale ― Serbia e Montenegro |
| Data                                                                               | Città                                                                              | In casa                                                                            | Risultato                                                                          | Ospiti                                                                             | Competizione                                                                       | Reti                                                                               | Note                                                                               |
| ---------------------------------------------------------------------------------- | ---------------------------------------------------------------------------------- | ---------------------------------------------------------------------------------- | ---------------------------------------------------------------------------------- | ---------------------------------------------------------------------------------- | ---------------------------------------------------------------------------------- | ---------------------------------------------------------------------------------- | ---------------------------------------------------------------------------------- |
| 27-3-2003                                                                          | Kruševac                                                                           | Serbia e Montenegro                                                                | 1 – 2                                                                              | Bulgaria                                                                           | Amichevole                                                                         | -                                                                                  |                                                                                    |
| 30-4-2003                                                                          | Brema                                                                              | Germania                                                                           | 1 – 0                                                                              | Serbia e Montenegro                                                                | Amichevole                                                                         | -                                                                                  |                                                                                    |
| 3-6-2003                                                                           | Leicester                                                                          | Inghilterra                                                                        | 2 – 1                                                                              | Serbia e Montenegro                                                                | Amichevole                                                                         | -                                                                                  |                                                                                    |
| 28-4-2004                                                                          | Belfast                                                                            | Irlanda del Nord                                                                   | 1 – 1                                                                              | Serbia e Montenegro                                                                | Amichevole                                                                         | -                                                                                  |                                                                                    |
| Totale                                                                             |                                                                                    | Presenze                                                                           | 4                                                                                  |                                                                                    | Reti                                                                               | 0                                                                                  |                                                                                    |